# Bahnhofstraße (Bremen)

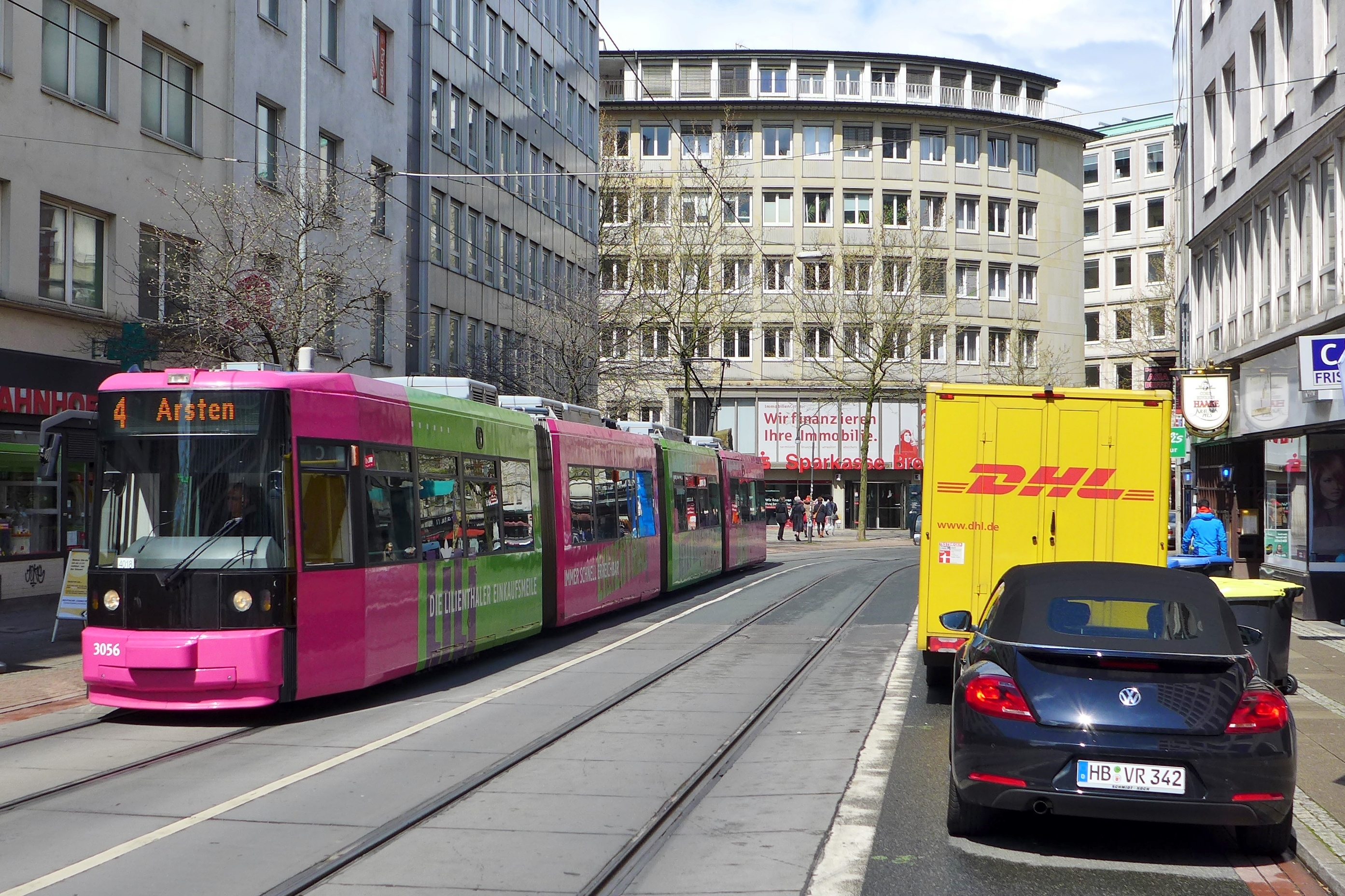
Blick vom Herdentorsteinweg: Hinten Bürohaus der Hamburg-Mannheimer Versicherung von 1956, Entwurf Heinz Logemann

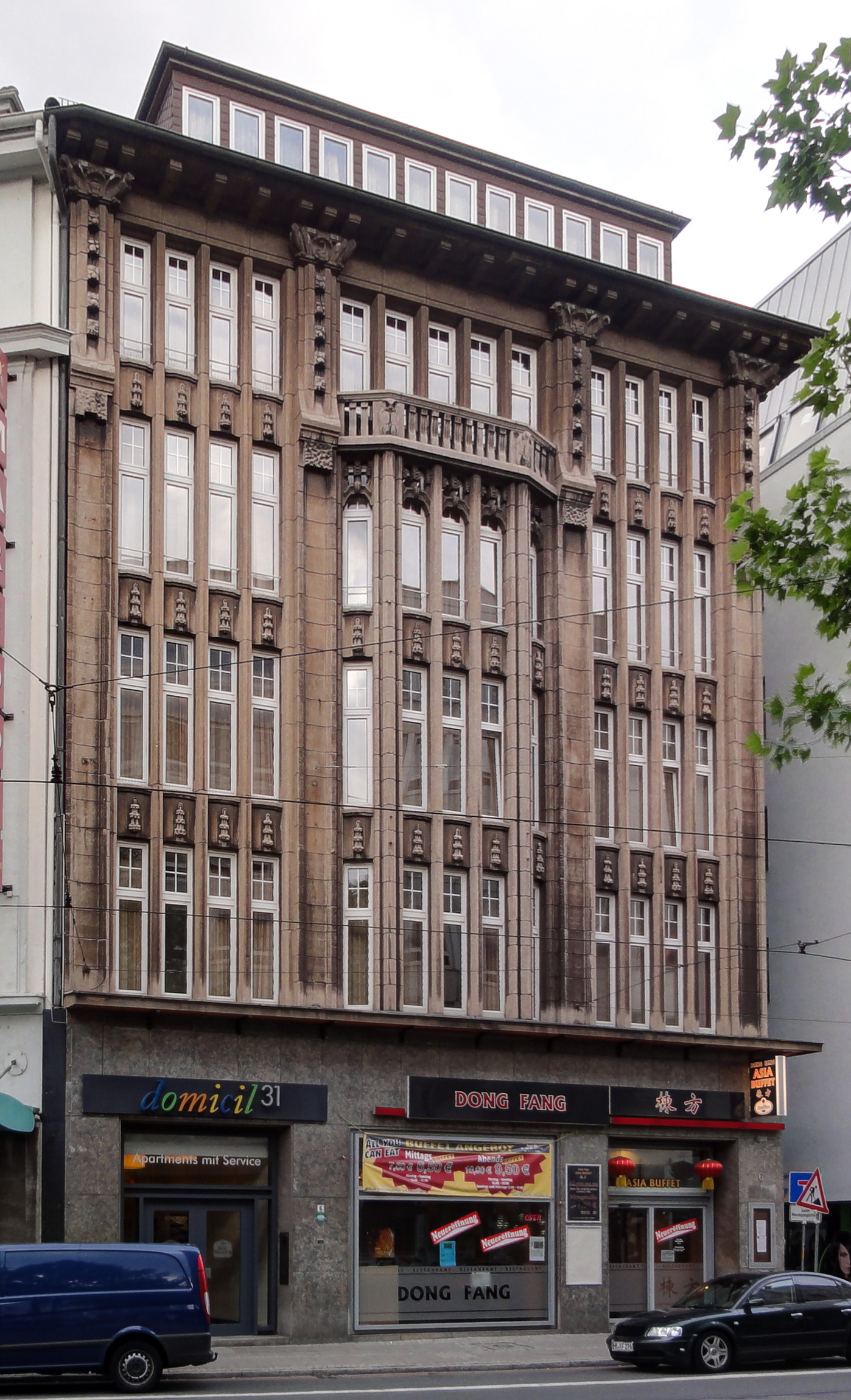
Bahnhofstrasse 6: ehem. DEHOMAG-Haus

Die Bahnhofstraße ist eine Straße in Bremen-Mitte. Sie verläuft vom Bahnhofsplatz zum Herdentorsteinweg und verbindet über diesen und das Herdentor den Hauptbahnhof mit der Altstadt. Für Fußgänger, Radfahrer (nur stadteinwärts) und die Straßenbahn verläuft die Hauptverbindung zwischen Altstadt und Hauptbahnhof durch die Bahnhofstraße, während für den Autoverkehr der Herdentorsteinweg die Hauptverbindung darstellt.
Die Querstraßen sind Fußgängerzonen und wurden benannt als
- Ferdinandstraße nach Ferdinand Polzin, Sohn von Jacob Ephraim Polzin und Erbauer der engen Gasse,
- Hillmannplatz nach dem Hotelier Johann Heinrich Hillmann und
- Philosophenweg (bis 1859 Philosophengang) nach dem Spazierweg der Professoren des einstigen Paedagogeums und Gymnasiums illustre.
- Breitenweg  als breiter Weg mit seiner 1968 erbauten Hochstraße.

## Geschichte
Nachdem die Bremer Stadtbefestigung von 1802 bis 1811 zu den Bremer Wallanlagen umgestaltet wurde, erweiterte sich die Stadt nach Norden. Mit dem Bau von Bahnlinien und Bahnhöfen (1847: Hannoverscher Bahnhof, 1873: Hamburger Bahnhof, 1899: Centralbahnhof/Hauptbahnhof) entwickelte sich in der zweiten Hälfte die Bahnhofsvorstadt. Bereits 1847 wurde deshalb die Straße Beim Schafskoben in  Bahnhofstraße umbenannt.
Um 1890 prägten die drei- bis fünfgeschossigen Bauwerke die Straße mit ihren Eckbauten am Bahnhofsvorplatz, dem Central-Hotel und der sehr modern gestalteten Öffentlichen Badeanstalt.
Durch die schweren Zerstörungen im Zweiten Weltkrieg blieben nur wenige ältere Gebäude erhalten, u. a. die beschädigte Badeanstalt beim Bahnhofsvorplatz.

### Verkehr
1881 wurde von der Bremer Pferdebahn die Ringbahn Nordstraße – Markt – Am Dobben – Bahnhof – Kaiserstraße gebaut. Es folgten weitere Linien. 1900 wurde die Straßenbahn Bremen elektrifiziert.
Heute durchfahren im Nahverkehr in Bremen die Linien 4 (Lilienthal – Arsten), 6 (Universität – Flughafen) und 8 (Huchting – Kulenkampffallee) die Straße.

## Gebäude und Anlagen
Durch die schweren Zerstörungen im Zweiten Weltkrieg sind kaum alte Gebäude erhalten geblieben. Entlang der Einmündung zum Hillmannplatz, zwischen Bahnhofstraße, Philosophenweg und Breitenweg wie auch im Übergang zum Bahnhofsplatz jenseits des Breitenwegs stehen ebenfalls jeweils sechsgeschossige Büro- und Geschäftshäuser mit Läden, Imbissen, Gaststätten im Erdgeschoss und einem Hotel.
- Bremer Bahnhofsplatz, siehe dort
- Der 1- gesch. Verkehrspavillon zum Bahnhofsvorplatz von 1954 nach Plänen von Carsten Schröck wurde in den 1990er Jahren abgerissen.[1]
  - Von 1877 bis Ende der 1950er Jahre stand am Bremer Bahnhofsplatz das private Breitenwegbad mit einer Herrenschwimmhalle, Wannen-, Dusch- und Medizinalbädern und ab 1889 einem zweiten Schwimmbecken. Die 1944 schwer beschädigte Badeanstalt wurde ab 1945 nur noch provisorisch betrieben.
  - Hier stand von 1925 bis 1967/68 am Breitenweg auch der klinkerverkleidete sogenannte Opelturm mit Ausstellungsräumen und der Central-Garage nach Plänen von Heinz Stoffregen. Der 23 Meter hohe Werbeturm zierte nach 1956 eine große Weltkugel mit der Borgward und später Dressler (Bier) Reklame.[2]
- Nr. 1/2: 8-gesch. Bank- und Bürohaus der PSD Bank Nord von 2014 nach Plänen von Max Dudler
- Nr. 6: 5-gesch. erhaltenes Büro- und Geschäftshaus; in den 1920er Jahren bremische Fiale der Deutsche Hollerithgesellschaft (DEHOMAG); heute Restaurant und  Appartementhaus.
- Nr. 3 Ecke Breitenweg: 6-gesch. Büro- und Geschäftshaus mit Staffelgeschoss von nach 1960 mit einer Werbeagentur sowie Läden
  - Vor 1944/45: 5-gesch. Wohn- und Geschäftshaus von um 1900 mit u. a. einer Filiale der Bremer Bank, der Werbezentrale Lloyd und Läden
- Nr. 8: 5-gesch. erhaltenes Haus von vor 1930 mit Restaurant und Hotel
- Nr. 13: Ecke zum Breitenweg: 7-gesch. Geschäfts- und Bürohaus der Hamburg-Mannheimer Versicherung von 1956 nach Plänen von Heinz Logemann.
- Nr. 32: 7-gesch. Geschäfts- und Bürohaus der Sparkasse Bremen von 1954 nach Plänen von Herbert Anker.[3]
- Nr. 36: 7-gesch. Geschäfts- und Bürohaus von 1951 nach Plänen von Georg Ostertag; 1971 saniert, wobei die feingliederige Fassadenstruktur verloren ging.[4]
- Ecke / Herdentorsteinweg Nr. 49: 6-gesch. Gebäudekomplex zwischen Birkenstraße und Bahnhofstraße aus den 1950er Jahren;  Standort zweier Kinos. Das Kommunalkino City 46 im ehemaligen City-Filmtheater hat zwei  Kinosäle mit 160 und 90 Sitzplätzen. Das von Joseph Ostwald entworfene Kino Europapalast von 1926 wurde 1944 zerstört. Das in der Nachkriegszeit als Europa am selben Ort wiedereröffnete Kino wurde Ende der 1990er-Jahre geschlossen, in den Räumen befindet sich heute ein Drogeriemarkt.